# Federico Rodríguez (Fußballspieler)
Federico Rodríguez, vollständiger Name Federico Martín Rodríguez Rodríguez, (* 3. April 1991 in Montevideo, Uruguay) ist ein uruguayischer Fußballspieler.

## Karriere

### Verein
Rodríguez stand mindestens seit der Apertura 2008 im Erstligakader Bella Vistas. In jener Halbserie kam er einmal in der Primera División zum Einsatz. In der Apertura 2010 werden 15 weitere Erstligaspiele mit seiner Beteiligung geführt, in denen er zehn Tore erzielte. Anfang Januar 2011 wechselte er zu Peñarol Montevideo, wurde jedoch schon im Februar jenes Jahres an den italienischen Verein CFC Genua weitergereicht. Zur Saison 2011/12 wechselte er zum FC Bologna, für den er allerdings bisher noch nicht spielte. Er war in der ersten Jahreshälfte 2012 an Piacenza Calcio, kehrte anschließend für eine Halbserie zurück und wurde in der Clausura 2013 erneut an die Montevideo Wanderers ausgeliehen. Bei den Montevideanern schoss er in jener Halbserie drei Tore in je nach Quellenlage 13 oder 14 Ligaeinsätzen. In der Apertura 2013 lief er bis zu seinem letzten Spiel am 17. November 2013 sieben weitere Male in der Liga auf (kein Tor). Anschließend kehrte er zum FC Bologna zurück. Bei den Italienern debütierte er schließlich am letzten Spieltag der Saison 2013/14, als er bei der 0:1-Auswärtsniederlage gegen Lazio Rom am 18. Mai 2014 in der 76. Spielminute für Robert Acquafresca eingewechselt wurde. Die Bologneser stiegen am Saisonende in die Serie B ab. In der zweithöchsten italienischen Spielklasse wurde er in der Spielzeit 2014/15 nicht eingesetzt. Im Verlaufe der Saison wurde er von den Italienern im Januar 2015 zum Schweizer Klub FC Lugano transferiert. Andere Quellen berichten dagegen, er habe sich dem FC Locarno angeschlossen. Ende August 2015 setzte er nach Rückkehr in sein Heimatland seine Karriere beim Zweitligisten Boston River fort. In der Spielzeit 2015/16 absolvierte er 20 Zweitligaspiele, schoss elf Tore und stieg mit dem Klub auf. Während der Saison 2016 erzielte er sieben Treffer bei 13 Erstligaeinsätzen.

### Nationalmannschaft
Rodríguez nahm mit der uruguayischen U-20-Auswahl an der U-20-Südamerikameisterschaft 2011 teil. Auch an der U-20 WM jenes Jahres wirkte er mit. In beiden Turnieren absolvierte er zusammen zehn Länderspiele und schoss ein Tor.

### Erfolge
- U-20-Vize-Südamerikameister 2011